# Verner Blaudzun
Verner Blaudzun, född den 23 mars 1946 i Sønderborg, Danmark, är en dansk tävlingscyklist som tog OS-brons i lagtempoloppet vid olympiska sommarspelen 1976 i Montréal.